# Lopo Joaquim de Almeida Henriques
Lopo Joaquim de Almeida Henriques foi um administrador colonial português.
Foi governador geral da capitania do Rio Grande do Norte, de 30 de agosto de 1802 a 19 de fevereiro de 1806.